# Maria Auböck
Maria Auböck, née le 20 juin 1951, est une paysagiste autrichienne.

## Biographie
Elle est diplômée en urbanisme de l'université technique de Vienne.
Elle enseigne à l'École des arts appliqués de Vienne, à l'université technique d'Innsbrück, à l'université technique de Munich et à la Rhode Island School of Design.
Elle fonde en 1985 son agence, et s'associe en 1987 avec János Kárász.
Depuis 1999, elle est professeur à l'Académie des beaux-arts de Munich.

## Réalisations et Projets
- Parterre de Schönbrunn avec János Kárász, 2005, Vienne
- Musée Bruno Gironcoli avec Architektur Consult, Domenig & Eisenköck, 2004, St. Johann bei Herberstein.
- Usine Hochwuhr avec ARTEC Architekten, 2004, Feldkirch (A)
- Parc de cure et salle de cure avec Auböck & Kárász, 2004, Hall / Tirol (A)
- Jardin du Belvédère- Patrimoine, 2003, Vienne (A)
- Parc Blumau avec Auböck & Kárász, 2001,Bad Blumau (A)
- Terrain de sport pour la police avec Martin Treberspurg, 2001, Vienne (A)